# Edificio del Parlamento de Guyana
El Edificio del Parlamento es el palacio sede del Poder Legislativo de la República Cooperativa de Guyana, albergando la Asamblea Nacional. 
El edificio fue diseñado por Joseph Hadfield y está ubicado en Brickdam, donde solía estar el Tribunal de Política, en la  capital, Georgetown. El mismo fue terminado el 21 de febrero de 1834. La Cámara Parlamentaria contiene un techo decorado diseñado por Cesar Castellani.

## Historia

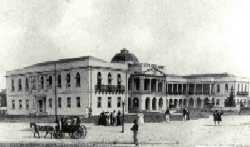
El edificio en el siglo XIX

El edificio del Parlamento reemplazó al antiguo edificio del Tribunal de Política. Fue construido sobre una base de troncos de chlorocardium. La primera piedra fue colocada en 1829 y, el 21 de febrero de 1834, fue completada la estructura estucada para asemejarse a bloques de piedra. 
Una vez terminado, el edificio fue entregado formalmente a un comité del Tribunal de Política el 5 de agosto de 1834. El costo de la obra fue de 50.000 libras, y para su construcción se utilizó mano de obra esclava.
En 1875, Cesar Castellani completó la instalación de un techo de paneles hundidos de la Cámara Parlamentaria en el ala este del Edificio del Parlamento. El asiento del presidente de la Cámara es de teca tallada, y se trata de un regalo del Gobierno de la India por la Independencia. A su vez, se cuenta con una mesa y tres asientos para los secretarios y un para el Sargento de Armas (un regalo de la Cámara de los Comunes británica por la Independencia); pinturas de Arthur Chung, primer presidente ceremonial de Guyana (1970-1980) y de Forbes Burnham, primer presidente ejecutivo de Guyana (1980-1985); y un reloj dorado, que representa los rayos del sol, un regalo de Demerara Company Limited.
Las paredes de la Cámara Parlamentaria se encuentran revestidas con paneles de caoba, mientras que las ventanas cuentan con postigos hasta el piso que permiten la entrada de luz y aire, y las ventanas que dan al norte poseen pequeños balcones.

## Arquitectura
El edificio del Parlamento tiene un estilo renacentista del siglo XIX y es uno de los dos edificios abovedados de Georgetown. Dentro del predio, hay dos cañones, los cuales fueron utilizados en la Guerra de Crimea y una estatua de Hubert Nathaniel Critchlow, OBE (1884-1958), considerado el padre del sindicalismo en Guyana. 
En 1998 fue inaugurada la Biblioteca del Parlamento en el edificio. Además, el techo sufrió daños debido al clima cálido y húmedo, por lo que fue reconstruido, entre 2000 y 2005.